# Pedrito González
Pedro González Carnero, conocido como Pedrito (Córdoba, Andalucía; 11 de junio de 1940-21 de julio de 2019), fue un jugador y entrenador de fútbol español que se desempeñaba como lateral derecho.

## Biografía
Pasó por el Real Jaén y el Real Racing Club de Santander, y en 1963 fichó por el Real Madrid, aunque nunca llegó a debutar con el equipo madrileño y fue cedido al Cádiz Club de Fútbol, y después de dos temporadas llegó al Celta, equipo en el que se asentó como jugador durante ocho temporadas repartidas entre Primera y Segunda Dvisión. En el equipo vigués se retiró en el año 1973. Su siguiente destino fueron los banquillos e impartió su magisterio en el Gran Peña, Celta, Arosa, Real Jaén, Cádiz Club de Fútbol y Racing Portuense. 
Residía en Cádiz, donde continuaba disfrutando del fútbol y del éxito de su hijo Lucas, del grupo musical Andy y Lucas. Su hijo tomó el nombre en honor a Pichi Lucas, jugador del que Pedrito fue su padrino deportivo.
Falleció el 21 de julio de 2019.

## Clubes
| Club                          | País   | Año       | Partidos | Goles |
| ----------------------------- | ------ | --------- | -------- | ----- |
| Real Jaén                     | España | 1959-1962 | 45       | 0     |
| Racing de Santander           | España | 1962-1963 | 18       | 0     |
| Real Madrid                   | España | 1963-1965 | 0        | 0     |
| Cádiz Club de Fútbol (cedido) | España | 1963-1965 | 50       | 0     |
| Real Club Celta de Vigo       | España | 1965-1973 | 155      | 1     |